# 瑞奇街桥
瑞奇街桥（英語：Rich Street Bridge）是位于美国俄亥俄州哥伦布市中心的一座拱桥，横跨。该桥全长171.3米，宽18.3米，设三条车道，道路两边建有人行道。该桥东接瑞奇街，西连城市街，将哥伦布市中心和富兰克林顿社区连接在了一起。主街桥（Main Street Bridge）位于该桥南面。

## 工程
瑞奇街桥的建造是为了替换1917年建造的城市街桥（Town Street Bridge），并翻修位于瑞奇街和丘街（Mound Street）间的第二大街以及城市街和瑞奇街之间的华盛顿大道（Washington Blvd），这项工程也更换了已有一百多年历史的水管和污水管。桥梁由哥伦布本地的伯吉斯和尼普尔设计事务所设计，并由芬利建筑集团负责施工。
城市街桥的拆除拆除工作于2008年完成，2010年2月开始施工，2011年8月竣工。

## 资金来源及支出
该项工程的资金来源为（以下货币单位均为美元）：
- 本地收入：914万元
- 俄亥俄州交通部：1700万元
- 俄亥俄州交通部验收款：170万元
- 联邦特殊专款：276万元
- 富兰克林县：25万元
- 俄亥俄州公共工程委员会：600万元
- 联邦刺激资金：200万元

本项工程的开支为（以下货币单位均为美元）：
- 设计：570万元
- 建设：3290万元